# او-زون
او-زون یک گروه یورودنس در مولداوی بود که از سال ۱۹۹۹ تا ۲۰۰۵ فعال می‌کرد. در سال ۱۹۹۸ به عنوان یک گروه دوتایی متشکل از دن بالاان و پترو جلیوفسکی شروع به کار کرد، ترکیب رسمی گروه متشکل از سه نفر بود که بالاان، رادو سیربو و آرسنی تودیراش بودند.
این گروه با آهنگ " Dragostea Din Tei " و آلبوم بعدی خود DiscO-Zone به محبوبیت جهانی دست یافت.
گروه در سال ۲۰۱۷ برای دو کنسرت در کیشیناو و بخارست و در سال ۲۰۱۹ برای یک کنسرت در بخارست دوباره جمع شدند.
در سال ۲۰۰۲، او-زون از مولداوی به بخارست، رومانی نقل مکان کردند. در آنجا، این گروه با آهنگ " Despre Tine " تبدیل به یک گروه موفق شد که در فوریه ۲۰۰۳ به مدت سه هفته در جدول ۱۰۰ برتر رومانیایی قرار داشت.